# Castelnau-d'Anglès
Castelnau-d'Anglès is een gemeente in het Franse departement Gers (regio Occitanie) en telt 94 inwoners (2009). De plaats maakt deel uit van het arrondissement Mirande.

## Geografie
De oppervlakte van Castelnau-d'Anglès bedraagt 12,4 km², de bevolkingsdichtheid is dus 7,6 inwoners per km².

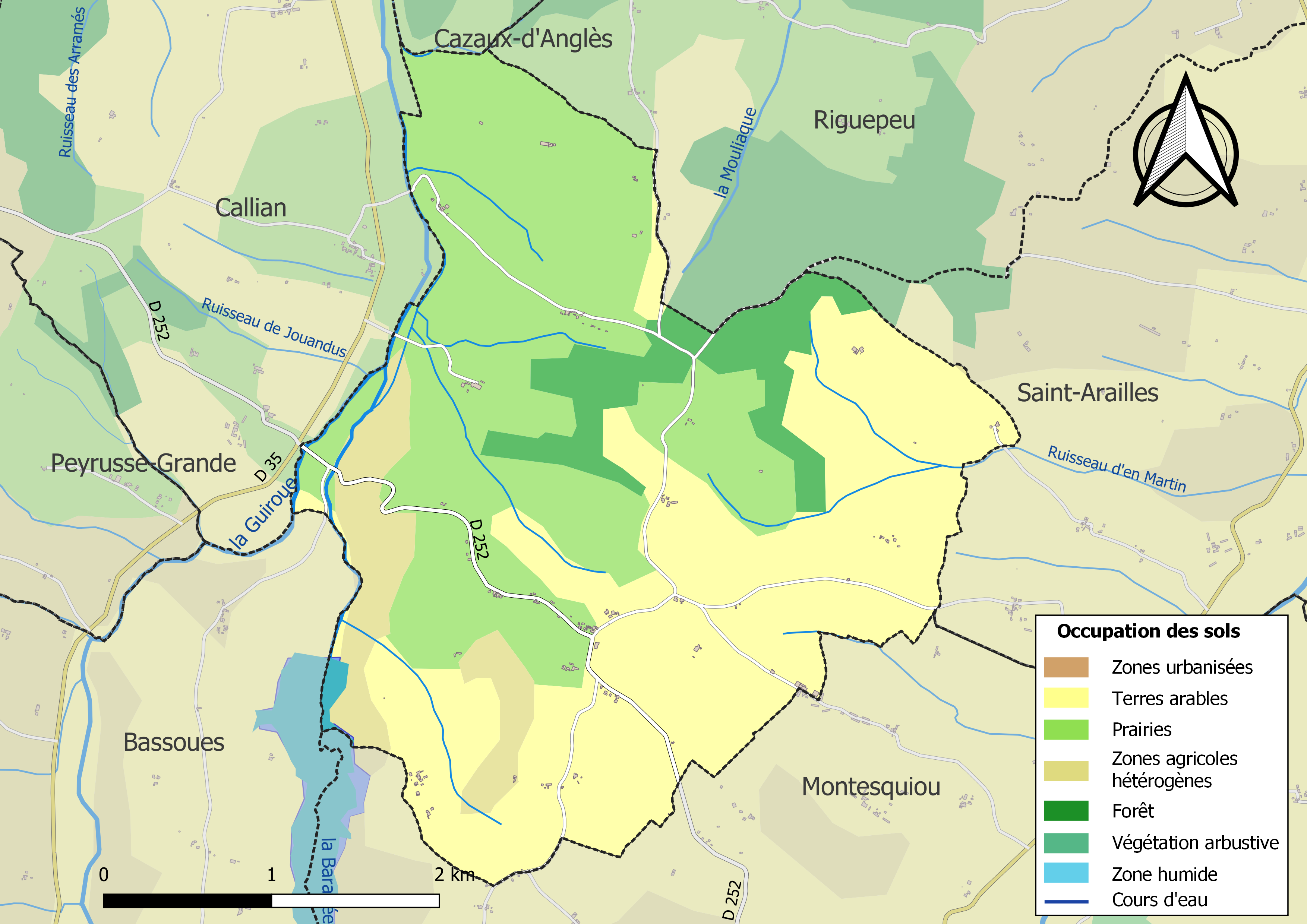
Kaart van de gemeente met belangrijkste infrastructuur, bodemgebruik en omliggende gemeenten

## Demografie
Onderstaande figuur toont het verloop van het inwonertal (bron: INSEE-tellingen).